# Liber Commicus
Liber Commicus, Liber Comitis o Liber Comicus (del latín liber, "libro" y comes, "compañero") es un leccionario, un libro litúrgico propio del lector que contiene pasajes para ser leídos en voz alta durante el oficio divino y la misa. Contiene las lecturas (lectio) diarias del Antiguo Testamento, las Epístolas del Nuevo Testamento, y partes de los Evangelios. 
Es uno de los libros litúrgicos del antiguo rito hispano de la Iglesia católica que fue usado en la península ibérica desde finales del siglo VI hasta finales del siglo XI, cuando sería abolido y sustituido por el rito romano.

## Manuscritos
El siglo VII se puede considerar como una edad de oro de la antigua liturgia hispana, de donde se ha conservado un Liber Commitus en la Biblioteca Municipal de Autun, Francia.
En la Biblioteca Nacional de Francia en París se conserva un manuscrito del denominado Liber Comicus Toletanus Teplensis (Lat. 2269) que está datado entre los siglos VII y IX.  El texto en latín del Nuevo Testamento no es de la Vulgata sino del Vetus Latina. Este Comicus tiene una cierta afinidad con el Codex Boernerianus.
El Liber Commicus ("Toledano") se encuentra en la Biblioteca Capitular (ms. 35, 8) de Toledo, en escritura visigótica y datado entre los siglos X y XI.
En París, en la Biblioteca Nacional de Francia se conserva el Liber Commicus ("Parisiense" o "Silense") (Nouv. acq. lat. 2171), escritura visigótica, del que se conoce que procede del Monasterio de Silos al subastarse con otros manuscritos del cenobio en junio de 1878. Está datado en 1067.
El Liber Commicus ("Legionense") se encuentra en la Biblioteca Capitular de León (Ms.2) con escritura visigótica y datado en el 1071.
Y finalmente, el Liber Commicus ("Emilianense" o "de San Millán") que se conserva en la Biblioteca de la Real Academia de la Historia en Madrid (Emil. 22), en escritura visigótica, que procede del monasterio de San Millán de la Cogolla, en La Rioja, considerado como el más perfecto y tardío de los conocidos, entre los manuscritos de su clase.
Data del año 1073, un momento en que el rito romano se está imponiendo definitivamente sobre el rito hispano y ya existen pocos monasterios que copien libros litúrgicos del antiguo rito. Este códice permite salir al abad Pedro es defensa del viejo rito hispano y de su cultura, del que dan testimonio su estilo, como en el folio 193: "Explicitus est hic liber comitis a domni Petri abbatis sub era ICXIa". 
Consta de 195 folios escritos a dos columnas de 29 líneas cada una y como códice, está encuadernado en tabla forrada de badana clara. El copista escribe en minúscula visigótica y realza la decoración con iniciales mayúsculas, y letras en rojo cuando son requeridas así como dibujo de entrelazos, mosaicos, e iconografía con animales y alguna figura humana. En su colorido predominan los tonos verde oscuro y claro, amarillo, azul, morado, rojo y marrón. Varias miniaturas han sido cortadas a lo largo de los años y han desaparecido